# Rishworth
Rishworth är en by i civil parish Ripponden, i distriktet Kirklees, i grevskapet West Yorkshire, i England. Byn är belägen 10 km från Halifax. Rishworth var en civil parish 1866–1937 när blev den en del av Ripponden. Civil parish hade 838 invånare år 1931. Rishworth var ett distrikt 1894–1937 när blev den en del av Ripponden.